# Приреченское муниципальное образование
Приреченское муниципальное образование — упразднённое в 2013 году муниципальное образование в составе Аткарского района Саратовской области. Административный центр — село Барановка. В состав поселения входило 3 населённых пункта — 3 села.
Законом Саратовской области от 24 апреля 2013 года № 64−ЗСО Озёрное и Приреченское муниципальные образования преобразованы путём их объединения во вновь образованное муниципальное образование «Озёрное муниципальное образование Аткарского муниципального района Саратовской области» наделённое статусом сельского поселения.

## Населённые пункты
- село Приречное — административный центр;
- село Малая Осиновка;
- село Новая Осиновка;